# Can't Buy Me Love (film)
Can't Buy Me Love är en amerikansk romantisk komedifilm från 1987 i regi av Steve Rash, med Patrick Dempsey och Amanda Peterson i huvudrollerna. Den hade Sverigepremiär den 20 maj 1988.

## Handling
Ronald Miller (Patrick Dempsey) är en typisk high school-nörd som bor i en villaförort i Tucson, Arizona. Han drömmer om att få köpa den stjärnkikare som han håller på att spara till, bland annat genom att klippa gräsmattor åt familjer i bostadsområdet. I Ronalds bostadsområde bor Cindy Mancini (Amanda Peterson), som råkar vara skolans snyggaste och mest populära tjej. När Cindy ska på fest så lånar hon sin mammas vita, dyra mockajacka utan att fråga om lov. Oturen gör att någon spiller rödvin på jackan och enda alternativet är att köpa en helt ny för att ersätta den med. Men när Cindy är i affären har hon inte råd att köpa en ny som kostar 1 000 dollar, så dyker Ronald dyker upp och kommer med en deal: "Jag betalar för jackan om du lovar att spela min flickvän i en månads tid". Motvilligt ser Cindy det som sin enda chans och går med på att låtsas vara Ronalds flickvän, men har som motkrav att de aldrig ska avslöja sin överenskommelse för någon.
Ronald byter umgängeskrets och börja hänga med de "coola" eleverna, samtidigt som Cindy hjälper honom att ändra stil. Under en månad lär de känna varandra. Han lär henne en del av det han kan om astronomi och rymdfärder. De har kommit överens om att ska göra slut på ett dramatiskt sätt, vilket de också gör, men Ronald går lite för långt när han säger elaka saker om Cindy och hennes vänner. Hon varnar honom att det krävs hårt arbete för att vara populär.
Ronald fortsätter att hänga med de coola killarna och de snygga tjejerna. Han går med Patty (Darcy DeMoss) till en skoldans, där han dansar något som han tror att han har sett på "American Bandstand", men i själva verket är en afrikansk "myrsloksdans" som han såg på en kulturkanal. Han gamla kompisar i "nördgänget" känner igen dansen, men resten av skolan hakar på hans nya "trendiga" dans. Vid Halloween åker han med några kompisar i en bil och kastar hundbajs på sin gamla kompis Kenneths (Courtney Gains) hus. Kenneth vaktar huset och fångar Ronald men släpper honom fri innan polisen kommer.
Ronald fortsätter festa och bära sig ganska svinaktigt åt. När Cindys pojkvän Bobby oväntat kommer hem från universitetet får han höra av sina idrottskompisar om Ronald och Cindy. Han dumpar då henne på ett bryskt sätt. I ilska och frustration berättar hon sanningen om sin relation med Ronald för alla som finns i närheten. Ronald platsar plötsligt inte längre i det populära gänget, och hans gamla kompisar vill inte heller ha med honom att göra.
Ett tillfälle för revansch dyker upp när Ronald får rycka in för att försvara Kenneth när han blir påhoppad i matsalen. Ronald påminner Quint (Cort McCown), som vill slåss med Kenneth, om att de faktiskt var vänner när de växte upp. När de var nio år hade Quint fallit ur trädkojan och brutit armen. Den gången bar Kenneth honom 12 kvarter till sjukhuset. Quint och Kenneth blir sams och hela skolan applåderar.
Cindy söker upp Ronald och hoppar upp på hans åkgräsklippare. Han frågar henne om hon vill bli hans dejt på studentbalen. De går igenom reglerna för sitt förhållande igen, och den här gången är "kyssar ett måste". Temalåten spelas medan de åker mot solnedgången på gräsklipparen.

## Rollista i urval
- Patrick Dempsey - Ronald Miller
- Amanda Peterson - Cindy Mancini
- Courtney Gains - Kenneth Wurman
- Tina Caspary - Barbara
- Seth Green - Chuckie Miller
- Sharon Farrell - Mrs. Mancini
- Darcy DeMoss - Patty
- Cort McCown - Quint
- Dennis Dugan - David Miller
- Cloyce Morrow - Judy Miller
- Devin DeVasquez - Iris

## Om filmen
- Filmen har fått sin titel efter The Beatles låt "Can't Buy Me Love". Från början var det meningen att filmen skulle ha hetat "Boy Rents Girl".
- Filmen är inspelad i Tucson, Arizona.
- Flygplanskyrkogården i filmen ligger strax utanför Davis-Monthan Air Force Base i Tucson, Arizona.